# SpaceX CRS–2
A SpaceX CRS–2, vagy SpX–2, a  Dragon teherűrhajó repülése volt a Nemzetközi Űrállomáshoz. Ez volt a SpaceX teherűrhajójának negyedik indítása, egyúttal a SpaceX és a NASA között létrejött Commercial Resupply Services (CRS) szerződés keretében végrehajtott második repülés. Az űrhajót 2013. március 1-jén indították egy  Falcon 9 v1.0 hordozórakétával Cape Canaveralből.